# José Manuel Rodríguez Uribes
José Manuel Rodríguez Uribes (Valencia, 9 de octubre de 1968) es un filósofo del derecho español, presidente del Consejo Superior de Deportes desde 2023. Anteriormente, fue ministro de Cultura y Deporte entre 2020 y 2021 y embajador delegado permanente de España en la Unesco entre 2021 y 2023.
Miembro de la Comisión Ejecutiva Federal del Partido Socialista Obrero Español (PSOE), también ejerció como delegado del Gobierno en la Comunidad de Madrid entre 2018 y 2019.

## Biografía
Nacido en Valencia el 9 de octubre de 1968, su familia paterna y materna proviene de Valverde de Júcar. Licenciado en derecho en la Universidad de Valencia (UV), se doctoró en la misma disciplina en la Universidad Carlos III de Madrid (UC3M), con la tesis Los discursos democrático y liberal sobre la opinión pública (dos modelos, Rousseau y Constant), dirigida por Gregorio Peces Barba y presentada en 1998.

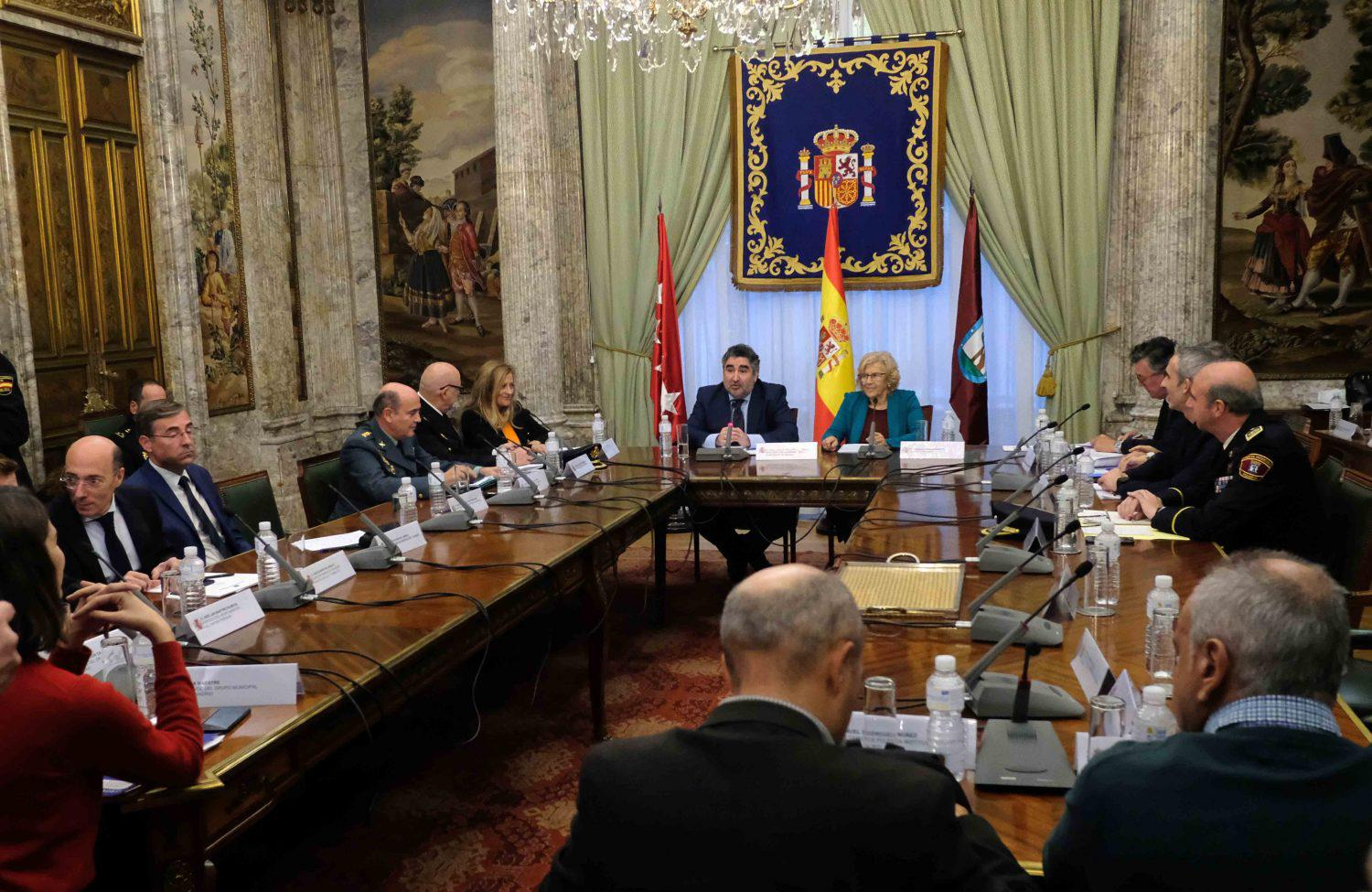
En noviembre de 2018, durante una reunión en la delegación del gobierno con representantes del Ayuntamiento de Madrid, la Policía Nacional y la Policía Municipal de Madrid.

En septiembre de 2006 fue nombrado director general de Apoyo a Víctimas del Terrorismo, cargo que ocupó hasta diciembre de 2011.
Ha sido profesor titular universitario, tanto en la UV como en la UC3M. Actualmente se encuentra en excedencia.
Integrante de la Comisión Ejecutiva Federal del Partido Socialista Obrero Español (PSOE) conformada por Pedro Sánchez en junio de 2017, encargado del área de Laicidad.
En 2018 fue elegido por el presidente del Gobierno Pedro Sánchez para sustituir a Concepción Dancausa al frente de la Delegación del Gobierno en la Comunidad de Madrid. Sancionado su nombramiento por Felipe VI mediante real decreto de 18 de junio, tomó posesión del cargo el 25 de junio.
En abril de 2019 se dispuso su cese como delegado del Gobierno para que pudiera concurrir como candidato en el número 3 de la lista del PSOE para las elecciones a la Asamblea de Madrid de 2019 encabezada por Ángel Gabilondo.
Electo diputado de la xi legislatura del parlamento regional, fue nombrado portavoz adjunto del Grupo Parlamentario Socialista.
Nombrado como ministro de Cultura y Deporte del segundo Gobierno de Pedro Sánchez, tomó posesión del cargo junto al resto de ministros el 13 de enero de 2020. Se informó de su sustitución en la remodelación del Gobierno anunciada el 10 de julio de 2021.
El 22 de octubre de 2021, se hizo oficial su nombramiento como embajador delegado permanente de España en la Unesco en sustitución de Juan Andrés Perelló. Cesó en diciembre de 2023, siendo sustituido por su también sucesor en la cartera ministerial de Cultura y Deporte, Miquel Iceta.
Ese mismo mes, fue nombrado presidente del Consejo Superior de Deportes por la ministra Pilar Alegría.

## Obras
- — (1999). Opinión pública. Concepto y modelos históricos. Madrid.[20]
- — (1999). Sobre la democracia de Jean-Jacques Rousseau. Madrid.[20]
- — (2002). Formalismo ético y constitucionalismo. Valencia: Tirant lo Blanch.[21]
- — (2013). Las víctimas del terrorismo en España. Madrid: Dykinson.
- — (2015). Gregorio Peces-Barba. Justicia y Derecho (La Utopía Posible). Madrid: Thomson Reuters.[22]
- — (2017). Elogio de la laicidad. Hacia el Estado laico: la modernidad pendiente. Madrid: Dykinson.
- — (2022). El buen derecho. Valencia: Tirant lo Blanch.
- — (2022). Gregorio Peces-Barba. La pasión por la vida. Madrid: Marcial Pons.

## Distinciones y condecoraciones
- Gran Cruz de la Real Orden de Carlos III (2021)[23]